# Plerisca
Plerisca is een geslacht van rechtvleugeligen uit de familie Pyrgomorphidae. De wetenschappelijke naam van dit geslacht is voor het eerst geldig gepubliceerd in 1904 door Bolívar.

## Soorten
Het geslacht Plerisca omvat de volgende soorten:
- Plerisca peringueyi Bolívar, 1904
- Plerisca rubripennulis Key, 1937
- Plerisca sudinica Schmidt, 2004